# Dilar bolivari
Dilar bolivari är en insektsart som beskrevs av Navás 1903. Dilar bolivari ingår i släktet Dilar och familjen Dilaridae. Inga underarter finns listade i Catalogue of Life.